# Сертификат происхождения
Сертификат происхождения (также сертификат о происхождении товара) — документ, указывающий страну происхождения товара. От страны происхождения товара зависит таможенная пошлина и возможность получения льгот по торговым соглашениям.

## В России
Сертификат выдаётся Торгово-промышленной палатой Российской Федерации, когда этот документ необходим в соответствии с контрактом или правилами. Существует несколько вариантов сертификата:
- форма «СТ-1» для товаров, предназначенных для экспорта в государства-члены СНГ и страны ЕАЭС: (Азербайджан, Армения, Белоруссия, Казахстан, Кыргызстан, Молдова, Таджикистан, Туркменистан, Узбекистан) кроме того для Грузии, Южной Осетии и Абхазии. Узбекистан использует форму СТ-1 старой версии, в отличие от других стран;
- форма «СТ-2» для товаров, предназначенных для экспорта в Сербию;
- форма «СТ-3» для товаров, предназначенных для экспорта в Иран;
- форма «А» для товаров ГСП, оформляется на товары, подпадающие под действие тарифных преференций, представляемых Российской Федерации и экспортируемые в Черногорию. С 2014 года, после исключения России из схемы Генеральной системы преференций Евросоюза (ГСП ЕС), США и Канады сертификаты происхождения товаров формы «А» на российские товары экспортируемые в эти страны не оформляются.
- форма «EAV» для товаров, предназначенных для экспорта во Вьетнам;
- сертификат происхождения «общей формы» для всех других стран.

Имеются также несколько специальных видов сертификатов для некоторых изделий из стали и видов пушнины, предназначенных на экспорт в ЕС.
В законодательстве РФ сертификатам были посвящены статьи 30 и 31 федерального закона «О таможенном тарифе», утратившие силу с 1 июля 2006 года.
При импорте товаров на территорию РФ таможенные органы запрашивают сертификат:
- для товаров из стран, которые получили от РФ таможенные преференции;
- для товаров, импорт которых ограничен квотами или иными мерами;
- в случаях, когда происхождение товара неизвестно или сомнительно;
- в других случаях, предусмотренных законодательством и международными соглашениями РФ.